# Cnemaspis wicksi
Espèce
Synonymes
- Gymnodactylus wicksii Stoliczka, 1873

Cnemaspis wicksi est une espèce de geckos de la famille des Gekkonidae.

## Répartition
Cette espèce est endémique des îles Andaman en Inde.

## Description
Cnemaspis wicksi mesure jusqu'à 28,6 mm, queue non comprise.

## Publication originale
- Stoliczka, 1873 : Notes on some Andamese and Nicobarese Reptiles, with the descriptions of three new species of lizards. Journal of the Asiatic Society of Bengal, vol. 42, p. 162-169 (texte intégral).